# Telmatobacter
Telmatobacter es un género de bacterias gramnegativas de la familia Acidobacteriaceae. Actualmente contiene una sola especie: Telmatobacter bradus. Fue descrita en el año 2012. Su etimología hace referencia a bacteria del pantano. El nombre de la especie hace referencia a crecimiento lento. Es anaerobia facultativa y móvil por un flagelo subpolar. Tiene un tamaño de 0,4-0,6 μm de ancho por 2-10 μm de largo, en algunos casos hasta 180 μm. Forma colonias de color beige o blancas. Catalasa positiva y oxidasa negativa. Temperatura de crecimiento entre 4-35 °C, óptima de 20-28 °C. Es sensible a ampicilina, lincomicina, cloranfenicol y novobiocina. Resistente a estreptomicina, kanamicina, gentamicina y neomicina. Tiene un contenido de G+C de 57.6%. Se ha aislado del musgo Sphagnum en la región de Tomsk, Rusia. 